# 船橋オートレース場
船橋オートレース場（ふなばしオートレースじょう）は、千葉県船橋市浜町にかつて存在したオートレース場。2016年3月31日をもって廃止された。施行者は千葉県および船橋市。施設所有は株式会社よみうりランド、土地所有は三井不動産株式会社。
実況は基本的に吉原完、二宮淳一。堂前英男や文化放送高橋将市、かつては奥野国英も担当していた。

## 概要
国内のオートレース場で最も歴史が長く、「オートレース発祥の地」と呼ばれた。1950年（昭和25年）10月29日、船橋競馬場の内馬場に全国初のオートレース専用走路として1周800メートルのダートコースを設け開場。その後、1967年（昭和42年）7月、閉鎖となった船橋サーキット跡地に1周500メートルの舗装走路が完成。1968年（昭和43年）1月11日、現在地へ移転。移転の際、船橋サーキットのグランドスタンドを流用したため、オートレース場としては珍しくバックストレッチ側にもスタンドのある珍しい配置であった。
2009年（平成21年）12月31日、例年川口オートレース場で開催されるスーパースター王座決定戦が、当地で一度だけ開催された。
2011年（平成23年）4月以降の開催より、伊勢崎市の管理施行により重勝式車券（ランダム方式4連勝勝2連勝単式とセレクト方式5重勝単勝式）がオッズパーク（インターネット限定）で発売開始。尚、当場を対象とした発売は伊勢崎市の指定を受けた日のみとなり、5月7日から11日まで開催されたGI黒潮杯が初指定であった。    

## 場内施設など
- 敷地面積：115,703m2（約35,000坪）
- 競走路1周：500m（幅員：30m）
- 収容人数：21,714人
- 第一駐車場収容台数：658台（13,230m2）、第二駐車場800台
- 近年の年間平均入場者数は4,500人（最大時13,000人）
- 人員：399人（2002年度）

## 歴史

### 創設から移転まで
オートレースの創設にあたり千葉県が開催することを表明した際、船橋市と市川市が場の誘致に名乗りを上げたが、当時建設中だった船橋競馬場の馬場内にオートレース専用の走路も併設することで競馬場所有者（現在の株式会社よみうりランド）と船橋市が合意し、1950年（昭和25年）8月に競馬場が開設された直後の同年10月29日に初開催となる『第1回船橋オートレース』が行われている。初日には高松宮宣仁親王が来場し、テープカットを行った。来場者数は午後二時の段階で25000人を超え観客柵からはみ出すほどの盛況となった。
しかし併設による競馬とオートレースとの開催日振り分けで互いに開催日数が制限され、競走車の騒音が競走馬に影響を与えていた。当初競馬場内での開催は5年ほどの暫定措置として承認されていたため、次第に競馬場外への移転を迫られることになる。
1955年（昭和30年）より船橋市もレース場の所在自治体としての開催権を得て、千葉県と共に施行者として交互に開催するようになったが、船橋オートレースの運営団体である当時の千葉県小型自動車競走会には創設時の経緯から市川市の関係者も多数いたことから、1958年（昭和33年）の年明けから市川市内への移転が本格的に検討されたものの、当時の船橋市は財政赤字を抱えていたため開催権を返上することになる市川市への移転を拒否した。また、オートレース場の移転に関する手続き自体も定まっていなかったこともあり、移転に関する動きはしばらく停滞する。
しかし、1962年（昭和37年）の小型自動車競走法改正で移転について明文化され、1965年（昭和40年）4月には当時の通産省省令によりダート走路の使用不可が発表されたことから競馬場外への移転が不可避な状況になった。この頃競馬場の近隣に船橋サーキットを開設していた朝日土地興業株式会社から、サーキットの経営不振により同地へのオートレース移転引き受けの申し出があり、各関係団体との協議の結果、同地へ移転し朝日土地興業が土地を所有したまま、よみうりランドが場内の施設を造成し所有する形態でも、開催日数の増加により収益が見込めたことから移転の方針で固まる。その際同地に隣接する船橋飛行場を挟んだ東側に若松団地の造成を計画していた当時の日本住宅公団が騒音悪化の恐れから反対を表明したが、まだ団地が建設前であったことから互いに騒音対策を施すことで公団側も譲歩し、こうしてオートレース場の移転が決定した。
1967年（昭和42年）7月のサーキット閉鎖から走路の工事に着手し、年内に完成させ1968年（昭和43年）1月に移転した。1969年（昭和44年）には東側に騒音対策を目的として防音壁を兼ねたスタンドを完成させ、サーキット時代から流用されていた海側スタンドも1974年（昭和49年）から2回に分けて改築し1977年（昭和52年）に完成した。
1969年（昭和44年）には、八百長事件で現役選手3人が逮捕。さらに翌年には黒い霧事件も発生し、レースそのものに疑惑の目が向けられるようになった。
1974年（昭和49年）1月7日、本命選手がレース途中で棄権したことを契機に観客が八百長だと騒ぎだして暴動に発展、投石や放火が行われた。

### 平成以降
船橋オートレース場の車券売上額は、1990年（平成2年）度に約744億円、入場者数は1992年（平成4年）度に約113万6000人と過去最高を記録したが、以降、公営競技全体の売上が右肩下がりで落ち込む中、船橋オートレースも例外なく厳しい収支が続き（2013年（平成25年）度は売上額約103億円、入場者数約15万4000人）に減少、船橋市営は1997年（平成9年）度、千葉県営は1998年（平成10年）度より収支が単年度赤字となって以降、累積赤字が拡大。2006年（平成18年）度より開催運営をオートレース場では初となる民間企業による包括委託を行い黒字転換を図った。2008年（平成20年）12月山側第2スタンド2階を改装し、『サテライト船橋』を開設。当初委託先企業は当場にトータリゼータシステムを納入していた日本トーターであったが2014年（平成26年）3月末をもって撤退。同年4月より委託先は日本写真判定へ変更された。
オートレース場東側で営業していたららぽーとスキードームSSAWSの解体後、2006年（平成18年）4月24日にスウェーデンの大型家具店イケアが開業。2007年（平成19年）1月に不動産会社4社により総戸数1211戸、さらに2008年（平成20年）2月に総戸数684戸の高層大型マンションである「ワンダーベイシティサザン」が相次いで完成したことにより、マンション購入者によるオートレース特有の排気音による騒音問題が再燃。しかし、開催経費削減の一環により船橋オートレース開催日の減少(平成27年度開催日62日)、整備日・練習日のマンション自治会への事前連絡、エンジン調整時の空ぶかしや、朝・夕練習走行の時間制限等、あらゆる対策が取られた。また、消音効果を高めた新型マフラーの全場導入により、この問題は収束へ向かう。近年は隣接マンションや若松団地の学区である船橋市立若松小学校より社会科の校外授業としてオートレース場見学の受け入れ、マンション自治会主催の祭りに船橋オート新人選手による縁日屋台を出すなど、両者の関係は良好であった。

## 廃止の経緯
2014年（平成26年）8月、施行者である千葉県および船橋市が「売上減少状況が続く中で、施設改修費用を捻出するのは困難」という理由から、2016年（平成28年）3月31日をもって廃止する意向が報道され、同月12日に施行者側が正式に廃止の方針を発表、オートレースを統括するJKAも廃止について公表した。また、ワンダーベイシティサザンの住民による船橋オートレース場への騒音による損害賠償請求や船橋市への苦情による影響もあった。
選手会船橋支部長の永井大介は「選手会から相応の支援金を捻出するなど、何とか存続させたいと頑張っているときに廃止決定なんて、とても納得できるものではありません」と怒りを露わにし、全日本オートレース選手会を中心に存続を求める署名活動を全国で行った。こうして集められた12万名の署名は船橋市および千葉県へ提出された。また2015年（平成27年）4月26日（第18回統一地方選挙）に実施された船橋市議会議員選挙に現役オートレース選手の梅内幹雄が当選、議会でオートレース場の存続を訴えたが、両施行者の方針を転換させるまでには至らず、JKAは2016年（平成28年）1月8日に船橋オートレース場の廃止に関する対応などを公表した。全日本オートレース選手会、同船橋支部は同年1月24日にJKAの方針を受け入れることを表明し、これを受けて両施行者は同年2月2日、正式に廃止を発表した。同年3月21日のプレミアムカップ最終日が最後の船橋オートレース開催となったが、存続派ファンの反発は燻り続けており、表彰式では森田健作知事や松戸徹市長へ「必要な投資がされなかったからだ！」、「存続しろ！」、「帰れ！」等の罵声や怒号が飛んだ。
同月30日に伊勢崎オートレース場で開催されていたGIIレジェンドカップの場外発売をもって車券販売の営業を終了し、翌31日には65年5か月の歴史に幕を閉じた。

## 廃止に伴う措置
場外車券販売施設として『オートレース船橋』を2016年（平成28年）4月8日に開設した。また、船橋オートレース場にLG（ロッカーグランド）登録していた選手は、自主引退選手を除き、2016年（平成28年）4月1日付で山陽オートレース場以外の4場へ移籍が決定した。

## 廃止後の経過
株式会社よみうりランドの平成28年度3月期の決算報道によると、オートレース場明け渡しによる解決金として三井不動産より50億円が支払われ、施設の減損損失や解体工事に伴う特別損失を計上、この発表で施設の解体が決定的となった。2016年7月解体工事開始、工期は2017年3月末まで。
2017年7月21日付の日本経済新聞の記事によると、三井不動産は船橋オートレース場跡地を含めた、6カ所で大型物流施設を開業すると発表し、「三井不動産ロジスティクスパーク船橋I」（MFLP船橋I）として、2016年10月に竣工した。総投資額は約1000億円。既にある施設と同一敷地内に設けて約2万平方メートルの緑地を整備するほか、カフェテリアや託児所が入る別棟も作る予定としている。
2017年10月29日に開場当初にコースを設置していた船橋競馬場内に建立したオートレース発祥の地記念碑の設置除幕式を行った。
また、2020年12月には、三井不動産がオートレース場跡地の一部を活用し、スケートリンクを開設することが同年11月22日に報じられ、「アイスパーク船橋」として、2020年12月13日にオープンした。船橋市内ではかつて夏見総合運動公園に冬季限定の屋外リンクが開設されていたが、暖冬や入場者の減少により2008年に閉鎖されていたため、12年ぶりの開設となった。
加えて、2021年（令和3年）7月2日にオートレース場跡地の一部となるMFLP船橋III内に船橋市のご当地キャラクターであるふなっしーの像を設置した公園「ふなっしーパーク」がオープンした。

## 交通アクセス
いずれも開催当時のもの。
- 東日本旅客鉄道（JR東日本）南船橋駅下車、南口から徒歩10分。
- 京成電鉄船橋競馬場前駅からJR南船橋駅経由の無料送迎バスあり。
- 首都高速湾岸線「千鳥町」より約10分
- 東関東自動車道「湾岸千葉」より約10分
- 京葉道路「花輪」より約5分
- 第一駐車場658台
- 第二駐車場800台（グレードレース開催時のみ開放）
  - 国道357号沿いにあったため、ららぽーとTOKYO-BAYやIKEATokyo-Bay・船橋競馬場が近距離にあり、休日午後は周辺道路の混雑がある。